# Ridderlijk Gezelschap van de Heilige Georg in Franken
Het Ridderlijk Gezelschap van de Heilige Georg in Franken (Duits: Ritterliche Brüderschaft zum Heiligen Georg in Franken) was een verbond van edellieden in Franken, een streek in Midden-Duitsland. Het verbond werd in 1375 of 1378 door de edelen gesloten en had de "broederlijke hulp" en de "strijd tegen de ongelovigen" als doel.
 In 1383 verbonden de ridders van het Ridderlijk Genootschap zich met de 457 graven en baronnen van de "Bond van de Leeuw" (Duits: Bunde des Löwens) uit Zwaben en de "Bond van de Heilige Willem" (Duits: Bunde des Heiligen Wilhelm) in Beieren tot een adelsverbond dat de positie van de edelen verdedigde tegen de toenemende invloed van de steden en de Keizer.

In 1422 namen zij de naam "Het verenigde Schild van Georg" (Duits: Zum Georgenschild) aan en in 1488 werden ook de steden van Zwaben lid van dit verbond dat de "Zwabenbond" genoemd werd. 

De in 1495 afgekondigde landvrede van keizer Maximiliaan I maakte de Zwabische en Frankische adelsgenootschappen overbodig.

De Orde is een van de historische orden van Beieren.

Het Ridderlijk Gezelschap van de Heilige Georg in Franken wordt door Gustav Adolph Ackermann als ridderorde genoemd. Men zou het met evenveel recht een "liga", een politiek bondgenootschap, kunnen noemen. Over een gezamenlijk ordeteken is niets bekend.